# Calamus paulii
Calamus paulii är en enhjärtbladig växtart som beskrevs av John Dransfield. Calamus paulii ingår i släktet Calamus och familjen Arecaceae. Inga underarter finns listade i Catalogue of Life.